# Moritz Fürstenau

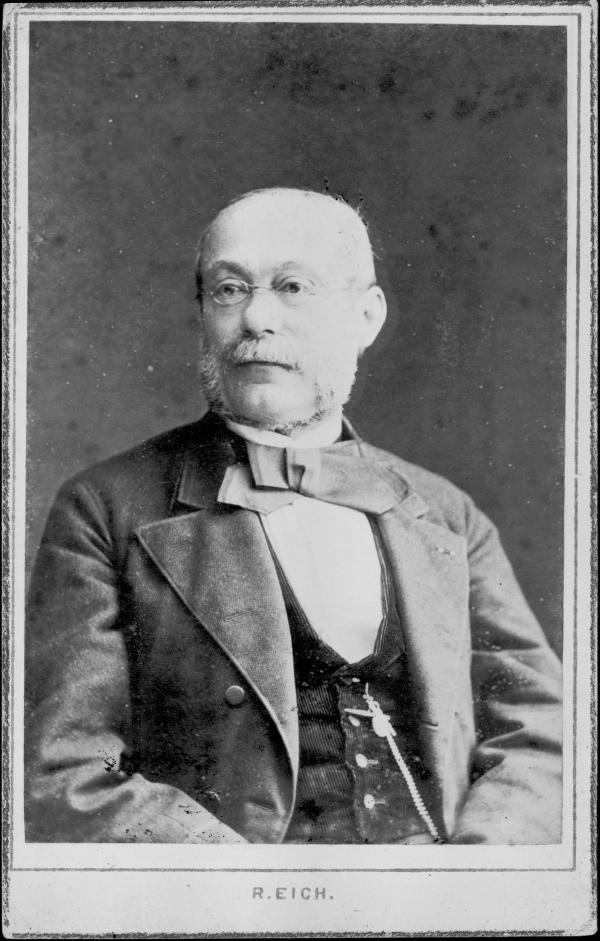
Moritz Fürstenau

Moritz Ludwig Carl Ignaz Franz August Fürstenau (Dresden, 26 juli 1824 – aldaar, 27 maart 1889) was een Duits fluitist en muziek- en theaterhistoricus. Van zijn werken zijn er slechts enkele die nog steeds van belang worden geacht.

## Leven
Fürstenau was de tweede zoon van de fluitist en componist Anton Bernhard Fürstenau (1792–1852) en Maria Anna Elisabeth Friederike Antonia Fürstenau, geboren Schmidt (1803–1867). Hij kreeg zijn eerste muzieklessen van zijn vader. In 1832, op zijn 8e, had hij zijn eerste optreden voor publiek tijdens een van zijn vaders concerten. Het jaar erna had hij zijn eerste optreden aan het hof van Dresden. Sindsdien maakte hij met zijn vader concertreizen naar Breslau, Halle en Weimar. Op verzoek van Koning Frederik August III van Saksen kreeg Fürstenau in 1842 een vaste plaats als fluitist in de hofkapel van Dresden. In 1844 werd hij gepromoveerd tot koninklijk kamermusicus. In 1864 werd hij eerste fluitist in het orkest, als opvolger van zijn vader. In het jaar erna maakte Fürstenau een studiereis naar München om les te nemen bij de fluitist Theobald Böhm die een speciale, nieuwe fluit had ontwikkeld die Fürstenau aan het hof van Dresden wilde introduceren, de zogenaamde Böhm-fluit. Daarna keerde Fürstenau echter terug naar de meerkleppige conische fluit.
Na de dood van zijn vader nam hij zijn taken over als conservator van de koninklijke muziekverzameling in Dresden in 1852. Het Heinrich-Schütz-Archiv in Dresden beschouwt zichzelf als staande in de traditie van Fürstenaus geschiedkundige werk. In 1854 richtte hij een vereniging van componisten op die zich bezighield met instrumentale muziek, met name kamermuziek. Hij zou voorzitter blijven tot aan zijn dood. Deze binding van krachten zou uiteindelijk leiden tot de oprichting van wat de Dresdner Philharmonie zou worden. Hij diende ook als afgevaardigde van het de algemene Duitse verbond van musici. Ook na het vertrek van Richard Wagner als dirigent van het Dresdner hoforkest in 1848 bleef Fürstenau vriendschappelijke banden houden Wagner. Als vroege bewonderaar van Wagner was hij betrokken bij de oprichting van de Dresdner Wagnervereniging in 1871. Als dank voor zijn diensten kreeg hij van de koning de titel van professor in de muziek.
Met de zangeres Jenny Lind maakte Fürstenau in 1855 een tournee door Nederland waarbij ze samen als solisten optraden. Friedrich Tröstler en Fürstenau waren de eerste docenten van het nieuw opgerichte particuliere conservatorium in 1856. Hij gaf er compositie- en fluitlessen. Na de oorlog van 1870 legde Fürstenau al zijn functies neer en trok hij zich geleidelijk terug uit het openbare leven.

## Werk

### Composities
- La Concorde – Introductie en Rondo Brilliant op thema’s van de opera "La vestale" voor fluit, klarinet, piano en orkest in As majeur
- 12 stukken uit Richard Wagners opera’s Rienzi, Der fliegende Holländer en Tannhäuser voor fluit en piano

### Geschriften
- Fürstenau, Moritz: The deed of foundation of the Royal Saxon musical chapel, Dresden 1848
- (de)  Fürstenau, Moritz: Beiträge zur Geschichte der königlich-sächsischen musikalischen Kapelle, Dresden 1849
- Fürstenau, Moritz: Twee documenten gerelateerd aan Johann Sebastian Bach, in: Journal of New Music 35 / 1853, No. 17, p. 175 f
- Fürstenau, Moritz: Zur Geschichte der Musik und des Theaters am Hof zu Dresden 2 delen, Dresden 1861/62
- Fürstenau, Moritz: Communications on the music collections of the Kingdom of Saxony, in: Proceedings of the royal Saxon antiquity association 23/1873, pp. 41–58
- Fürstenau, Moritz: The musical activities of the Princess Amalia, Duchess of Saxony, Dresden, 1874;
- Fürstenau, Moritz: Theaters in Dresden from 1763 to 1777, in: Proceedings of the Royal Saxon antiquity association 25/1875, pp. 44–78;
- Fürstenau, Moritz: The Conservatorium of Music in Dresden from 1856 to 1881. Festschrift for the 25th jubilee on 26 January 1881, Dresden 1881